# Casa Orga
La Casa Orga és una obra de Valls (Alt Camp) protegida com a Bé Cultural d'Interès Local.

## Descripció
Està formada per un grup d'edificis amb clares diferències volumètriques, segons els usos. El cos lateral és de tres trams amb planta baixa i pis, adosats un a l'altre i amb coberta a dues vessants. En les plantes baixes hi ha una gran porta d'entrada damunt la qual s'obre un finestral dividit en tre parts per dospilars. El ritme altern que crea la coberta dues vessants es veu accentuat per l'existència d'uns elements ornamentals acabats en grans boles de ceràmica. L'edifici principal, que dona a un ampli pati, és de planta baixa i dos pisos. A la planta baixa i situada a la part esquerra s'obre la porta d'accés, d'arc carpanel i amb una inscripció en pedra on es llegeix la data de 1920. Hi ha unes finestres amb reixat. Al primer pis hi ha, distribuïts alternativament, dos balcons i tres finestres. Al segon pis se situen les golfes, amb cinc finestres d'arc rebaixat. És de pedra, maó i maçoneria.

## Història
Antiga casa d'una famíla de terratinents de Picamoixons.